# Érd
Érd (németül: Hanselbeck, horvátul: Andzabeg, törökül: Hamzabég, korábbi nevén: Hamzsabég) megyei jogú város a budapesti agglomerációban, Pest vármegyében, az Érdi járás székhelye. A település 1979 óta város, 2006 óta megyei jogú város. Pest vármegye legnagyobb lélekszámú települése, de nem székhelye, így ez az egyetlen ilyen magyarországi város. Budapest központjától kb. 21 km-re található délnyugati irányban, közel a Dunához, közvetlenül érintkezve a XXII. kerület gyártelepével.
Történelmi központja a Duna ölelésében lévő Ófalu nevű városrész. A város leghíresebb nevezetessége a török korból megmaradt Hamza bég minaret, amely egyike a Török hódoltság idejéből Magyarországon megmaradt néhány minaretnek. Falusi jellege miatt kedvelt település a családok számára. A szuburbanizációnak köszönhetően a népessége 1870 óta egyszer sem csökkent.

## Fekvése
A Duna-parti város a Budapest XXII. kerületének szomszédjában délnyugatra, Tárnoktól keletre, Diósdtól nyugatra-délnyugatra terül el a Tétényi-fennsík, a nyugati szélén hozzá kapcsolódó Érd-Sóskúti-fennsík és déli irányból az Érd–Ercsi-hátság dombokkal tagolt vidékén, illetve Diósddal teljesen egybeépült. Érdliget és Ófalu pedig a Duna egykori árterén helyezkedik el.
A Kádár-korszak idején a várost kerületekre osztották. (Ez különösen a postai irányítószámok 1973-as bevezetése előtt volt nagy segítség a lakosság számára.) A kerületeket 1990-ben felváltó városrészek különböző tematikájú utcaneveket kaptak. Azóta a helyiek a nevük alapján azonosítják a városrészeket. (A méretük és a határaik számos esetben különböznek a rendszerváltáskoritól).

| Ker. sz. (1990) | Kerület neve (1990)     | Utcanevek jellege       | Városrész neve (2009)                            |
| --------------- | ----------------------- | ----------------------- | ------------------------------------------------ |
| I.              | Óváros                  | Mezőgazdasági eszközök  | Ófalu                                            |
| II.             | Újváros (Erzsébetváros) | Női nevek               | Ófalu / Újfalu / városközpont                    |
| III.            | Tisztviselőváros        | Tisztviselő nevek       | Tisztviselőtelep / városközpont                  |
| IV.             | Sasváros                | Madárnevek              | Újtelep                                          |
| V.              | Tusculanum              | Uralkodók, költők, írók | Tusculanum                                       |
| VI.             | Postásváros             | Férfi nevek             | Postástelep / Érdliget                           |
| VII.            | Ligetváros (Érdliget)   | Folyónevek              | Érdliget                                         |
| VIII.           | Kertváros (Diósdliget)  | Virágnevek              | Érdliget                                         |
| IX.             | Erdőváros               | Fák, cserjék, stb.      | Parkváros (Felső-Parkváros) / Vincellér          |
| X.              | Dombosváros             | Dombvidékek             | Dombosváros (Alsó-Parkváros) / Fenyves-Parkváros |
| XI.             | Munkásváros             | Ipari foglalkozások     | Fenyves-Parkváros                                |

### Az érdi utcák rendszere
Az 1930-as évek parcellázásai az utcák elnevezésében nagy zűrzavart okoztak. Előfordult, hogy négy Honvéd, három Hajnalka nevű utcát kellett megkülönböztetnie a levélhordó postásnak, s a helybeliek se tudtak eligazodni.
Az első utcanévrendező bizottság már 1940-ben megalakult. Később, 1944-ben az elöljáróság Rege Gyula érdi lakost bízta meg, hogy készítsen átfogó rendezési javaslatot Érd közigazgatási beosztásáról és utcaneveiről.

„Rege Gyula Érdet tíz kerületre osztotta fel, s az egyes kerületek utcáit gyűjtőfogalom szerint csoportosította. A házszámozásokat is rendszerezte, és kijelölt egy észak-déli főútvonalat (Ilkai főút, Riminyáki főút, Diósdi főút, Újfalusi főút, Ófalusi főút), melytől távolodva növekednek a házszámok. Az említett főútvonallal nagyjából párhuzamosan haladó utcákat az akkori községházától, a mai Magyar Földrajzi Múzeumtól távolodva számozta.
1946. február 14-én az addig Fejér vármegyéhez tartozó Érdet Pest-Pilis-Solt-Kiskun vármegyéhez csatolták, majd egy esztendő múlva a belügyi kormányzat Érd községhez visszacsatolta Érd-Diósd-Kertvárost, és Érdliget keleti részét.
A területgyarapodás miatt új kerületi beosztás vált szükségessé, amelyet Késő Géza mérnök készített el.
A városrészek elnevezésében élnek a hagyományok. Ezt tükrözi Ófaluban a Mecset út, Érdligeten a Kutyavári út neve.
Megtalálhatóak az útirányokat jelölő utcanevek, Balatoni út, Budai út, Diósdi út, Sóskúti út, Tárnoki út.
Érd III. kerülete, a Tisztviselőtelep utcaneveit különféle tisztviselői állásokról nyerte el (Alispán utca, Bíró utca, Előadó utca). A többi városrész is egy-egy fogalomkörhöz tartozó utcaneveket kapott. […]”

## Közlekedése
A korábban a városközponton keresztülhaladó, nagy forgalmat okozó 6-os és 7-es számú főutak itt találkoznak és ágaznak el. A két főút közös déli elkerülő szakasza 1992-ben készült el. A vele párhuzamosan futó M6-os autópályát 2006. június 11-én adták át. Érdet három csomóponttal érinti. Diósd és Nagytétény között torkollik az M0-s körgyűrűbe. Érd-Parkvárost szeli át az M7-es autópálya, melynek ezen a részén 1966. június 17-én indult meg a közlekedés. Törökbálint központjával egy mellékút, a 8103-as út is összeköti a várost. Számos helyközi Volánbusz-járattal érhetőek el a környező települések.
A város közigazgatási határain belül öt vasútállomás üzemel, ezek (az átadás időpontjának megjelölésével) a következők:
- Érd (Nagyállomás), 1882. november 15.
- Érd alsó (korábban Érd-Hamzsabég, majd Érd-Déli Vasút), 1900. május 1.
- Érd felső (korábban Érd megálló), 1901. május 11.
- Érdliget, 1931. július 17.
- Tétényliget (korábban Nagytétény-Érdliget), 1933. január 15.

### Vasútvonalak
- 30a Budapest-Székesfehérvár
- 40a Budapest-Pusztaszabolcs

### Autóbuszjáratok
- 700-as Budapest, Budatétény vá. (Campona)–Budapest, Nagytétény–Érd, aut. áll.
- 710-es Budapest–Diósd–Érd-Budapest–Érd–Dunafüred–Százhalombatta, aut. ford.
- 715-ös Budapest–Diósd–Érd-Budapest–Érd–Dunafüred–Százhalombatta, Régészeti Park
- 720-as Budapest–Diósd–Érd
- 722-es Budapest–Diósd–Érd–Sóskút–Pusztazámor
- 731-es Budapest–(Bp., Sasadi út)–M7–(Érd, Riminyáki u.)–Érd
- 732/733-as Budapest–Érd, Bem tér–Érd, Iparos út.–Érd, Szövő u.–Érd, Bem tér
- 734-es Budapest–M7–(Érd, Lőcsei u.)–Érd
- 735-ös Budapest–M7–(Érd, Riminyáki u.)–Érd
- 736-os Budapest–M7–(Érd, Ürmös u.)–Érd
- 738-as Érd, aut. áll.–Bem tér–Favágó utca (Teleki iskola)–Érd, aut. áll.
- 741-es Érd–(Érd, Kossuth u.)–Tárnok
- 742-es Érd–(Érd, Fehérvári u.)–Tárnok
- 744-es Érd, aut.áll.–Kossuth L. u.–Fehérvári út–Érd, aut.áll.
- 746-os Érd, Tesco/Érd, aut. áll.–Érd-Ófalu, Minaret
- 755-ös Budaörs-Törökbálint–Érd
- 756-os Budapest–Budaörs–Törökbálint–Érd–Százhalombatta

## Története

### Őskor, ókor

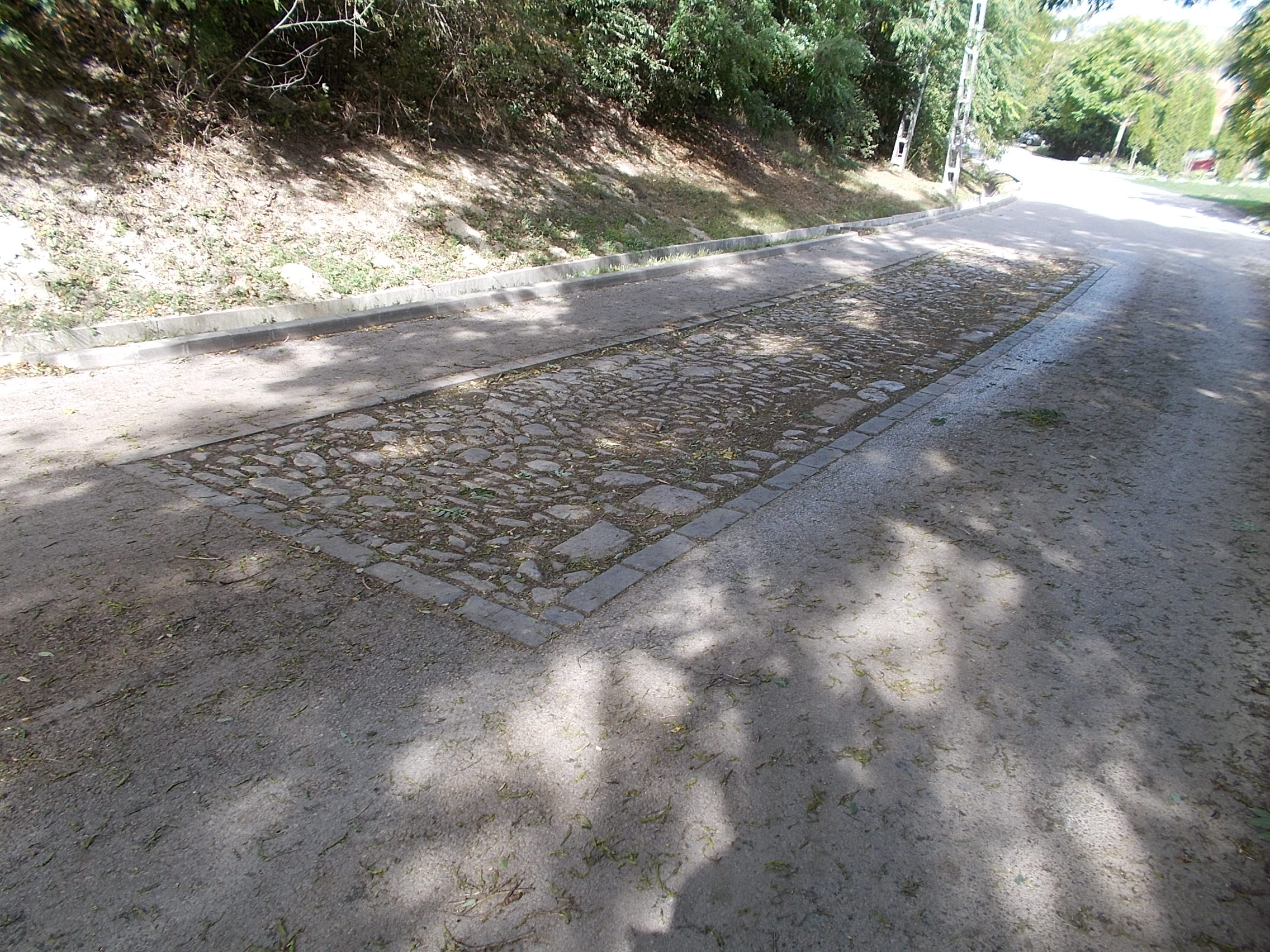
Római út a Mély utcában, Ófaluban

Érd mai területén a legrégebbi idők óta megtalálhatók az emberi élet nyomai. A Fundoklia-völgyben tárták fel 1963−64-ben Gáboriné-Csánk Vera, a Budapesti Történeti Múzeum régésze vezetésével a neandervölgyi ember vadásztelepét. A kb. 50 ezer évvel ezelőtt itt megtelepedett ember pattintott kőeszközei alapján az itteni kultúrát a franciaországi mousterienhez sorolták. A korabeli állatcsont és fog feldolgozását Kretzoi Miklós végezte, aki megállapította, hogy a vadászott több mint 30 állatfaj között a barlangi medve elejtése volt jellemző. Rajta kívül kerültek elő gyapjas orrszarvú, mamut, barlangi hiéna, barlangi oroszlán, gímszarvas, rénszarvas és más fajok maradványai is. Az anyag egy része visszakerült Érdre és a Magyar Földrajzi Múzeum érdi témájú kiállítási termében tekinthető meg.
Az Ófalu feletti Kakukk-hegy folytatását képező Sánc-hegyen, miként neve is mutatja, bronzkori (Kr. e. 1600 körüli) földvár nyomai láthatók, ahol később a rómaiak is őrtornyot tartottak fenn. Kissé távolabb, Százhalombatta felé kora vaskori (Kr. e. 650-550 táján épült) ún. hun-halmok néven ismert halomsírmező található. Hunoknak tulajdonítása Luczenbacher János (1796–1871) régész nevéhez fűződik, aki 1847-ben hét halmot ásatott meg, és itteni sikeres munkálkodása emlékére magyarosította vezetéknevét Érdyre. Példáján fellelkesedve Érd első helytörténetírója, Kereskényi Gyula (1835–1911) plébános is végeztetett ásatást a halmokon. A mai általános régészeti felfogás szerint a sírhalmokba az ún. hallstatti kultúra népessége előkelőinek hamvait helyezték. Bemutatásával a százhalombattai Matrica Múzeum Régészeti Parkja foglalkozik. Az ófalusi Római út a hajdani légiók által járt hadiútra (limes) utal.

### AzÁrpád-házidejében
Érd mai közigazgatási területét véve alapul, területünkön a honfoglalást követően több falu is kialakult: Érd, Székely, Deszka és Berki. A török időkben ezek közül több elpusztult, elnéptelenedett. Egy részükön vagy közelükben később nagybirtokosai majorságokat létesítettek.
A mai Érd folyamatosan – bár nemzetiségét tekintve változó lakott magja a mai Ófalu volt. Érd első okleveles említése 1243-ból ismert. E szerint Tádé fia János Érd faluban lévő birtokrészét a hozzátartozó szigetnek felével együtt eladta Mihály veszprémi comesnek (ispánnak). Más oklevelekből kiderül, hogy Érden ezen családokon kívül volt még birtokuk az ócsai apátságnak, a királyi erdőőröknek és a királyi fegyvernököknek (fegyvergyártóknak). Feltehetően a helység neve vagy az erdő szóból vagy az ér szó d-s kicsinyítőképzős változatából származik. Egy 1278. évi oklevél szerint a fegyvernökök földje ekkor már lakatlan volt. Ezt a Mihály utódjainak számító Berki család szerezte meg. Ez a Dunától távolabbi terület vált a 20. századi Parkváros magjává. Az itteni erdőségekre, tölgyesekre emlékeztet az 1990-ben alkotott városi címer dús lombú fája, míg a sárkányt ledöfő kereszt a helység birtokosának Ákosházi Sárkány Ambrusnak törökellenes harcát, átvitt értelemben az érdieknek mindenféle „pogány” betolakodó elleni évszázados küzdelmét jelképezi. A kék sáv az áldást és átkot egyaránt jelentő Duna folyam közelségére utal. Az arany korona három ága a helység történetében legjelentősebb szerepet játszó három nagybirtokos családot, az Illésházy grófokat, Batthyány Fülöp herceget és a Károlyi családot jelképezi. A korona kilenc ágcsúcsában a település legősibb magjait láthatjuk: Ófalu, Újfalu, Erlakovecz major, Fülöp major, Fekete Sas csárda (Újtelep), Csillag csárda (Érdliget), Kutyavár (Diósdliget), Berki (Vincellért), Ilkamajor (Parkváros).

### A török hódoltság alatt
A török hódoltsághoz vezető végzetes mohácsi csata évében, 1526-ban vált Érd és kastélya országos hírű hellyé. II. Lajos magyar király a közelgő török had elé vonulva az ősi hadiúton kb. 3 ezer fős kis seregével, először Érden táborozott le. Ákosházi Sárkány Ambrus pozsonyi kapitány, zalai főispán, országbíró itteni kúriájában szállt meg július 20-át követően jó pár napig.
Az itteni réven kelt át a Csepel-szigetre búcsút venni feleségétől, Habsburg Máriától. Továbbindulása előtt múlt ki kedvenc fekete lova, amit kísérete baljós jelként értelmezett. Sárkány Ambrus ekkor nem volt itthon, mert a király már korábban Pétervárad ostromlott várának felmentésére küldte. Brodarics István királyi kancellár VII. Kelemen pápa trónjához írt levele szerint a király még július 27-én is Érden tartózkodott. A levél alábbi sora jól jellemzi a korabeli állapotokat és az elkeseredett hangulatot, reménytelenséget: „Királynak nincsen semmije, a helyzet teljesen zavaros az emberek gonoszak és széthúznak, az ellenség túlerőben van.”
A mohácsi csatát követően – ahol elesett Sárkány Ambrus is – a törökök nem vették rögtön birtokba Érdet, csak Székesfehérvár bevétele (1543) után kapcsolták a budai szandzsákhoz. A híres Duna menti hadiút és Buda védelmére, miként több más helyen (Ercsi, Adony, Dunaújváros, Dunaföldvár stb.). Érden is kis palánkvárat építettek a 16. században. Ez többször elpusztult, de újra felépítették. A 17. században kibővítették és dzsámit is emeltek benne. Az 1962–1965 közötti ásatások a palánk kiterjedését 147 méter körülire, míg a dzsámiét 11x10 méteresre tették. A török uralom felszámolásának hadi eseményeiben Érd csatahelyként is fontos szerepet játszott: 1684. július 22-én (még Buda 1686. évi visszavétele előtt) itt verték szét Lotaringiai Károly szövetséges erői Musztafa pasa – Buda visszavívási kísérletekor az ostromgyűrűt dél felől feltörni próbáló – seregét. E csatát művészi alkotás is megörökítette. J. Waldtmann és U. Kraus: Csata Érd mellett 1684-ben című rézkarcán érdekes módon 2 minaret látható és megfigyelhetők a török seregben alkalmazott tevés alakulatok is.
Mint ismeretes a törökök a meghódított területek váraiba elsősorban leigázott népek fiait helyezték katonának. Így kerülhettek Érdre nem csak törökök, hanem szerbek is. Néhány családnak Érden török eredetű neve van: Kávrán, Kurán, Deffent, Csibrák, Bandzi stb. A 15 éves háborúban mind Érd, mind Berki elnéptelenedett. A magyar lakosság helyére feltételezések szerint 1630 körül – miként Ercsibe. Tökölre – Érdre a törökök elől menekülő délszlávok költöztek. Kutatások szerint zömük Szarajevó környéki bunyevác, dalmát, horvát volt, jóllehet a helyi lakosság őket is rácoknak nevezte, akárcsak a szerbeket. (Egyházi források később illérként is említi a népcsoportot.) Elkülöníti azonban őket i-ző nyelvjárásuk és katolikus hitük. Néhány családnév körükből: Bilics, Romics, Tokics, Polákovics, Kokics, Jovicza stb.
A magyar földesurak a hódoltságban lévő birtokaikra is fenntartották igényüket. Így papíron Érden a Sárkány családtól 1675-ben házasság révén az Illésházy család vette át a birtokot. (Illésházy Ferenc feleségül vette Sárkány Erzsébetet.) Az Illésházyak inkább a nagyobb biztonságot nyújtó felvidéki Trencsén és Liptó vármegyei váraikban tartózkodtak, érdi uradalmukat zálogba adták az ercsi Szapáry Péternek. Ő sokat hadakozott a török megszállókkal, személyét a helyiek emlékezete hőssé emelte, mondák szépirodalmi művek örökítették meg. Alakját a helységnek nevet adó 16. századi nevet adó, itt palánkvárat építő Hamza béggel hozza össze a Szapáry Péter bosszúja címen ismert történet, noha időben egy évszázad választotta el őket. Az újabb kutatások szerint azonban Hamza leszármazottai kapcsolatba kerülhettek vele. A középkori eredetű kastély ma is meglévő pincerendszerében egy zugot Szapáry török fogsága helyszínének tart a néphagyomány. A források szerint viszont a raboskodás helye a budai vár volt.
A monda szerint Hamza bég kegyetlen módon kínozva, vízen, száraz kenyéren tartva, a hegyen eke elé fogva sanyargatta az elfogott Szapáryt. Barátja, Batthyány Ádám azonban egy török agáért cserébe kiváltotta rabságából. Egyszer (egyes változatok szerint Buda visszavívásakor) fordult a kocka és Hamzát vezették fogolyként Szapáry elé. Ő azonban keresztényi könyörületességből megkegyelmezett neki és szabadon engedte egykori kínzóját. A török, aki félelmében már kiitta méreggyűrűje tartalmát, megrendülve e nagylelkűségen utolsó perceiben még felvette a kereszténységet.
Hamza bég nevét őrzi Érd török-oszmán időkből származó elnevezése: Hamzsabég.

### Birtokosok a 18–19. században

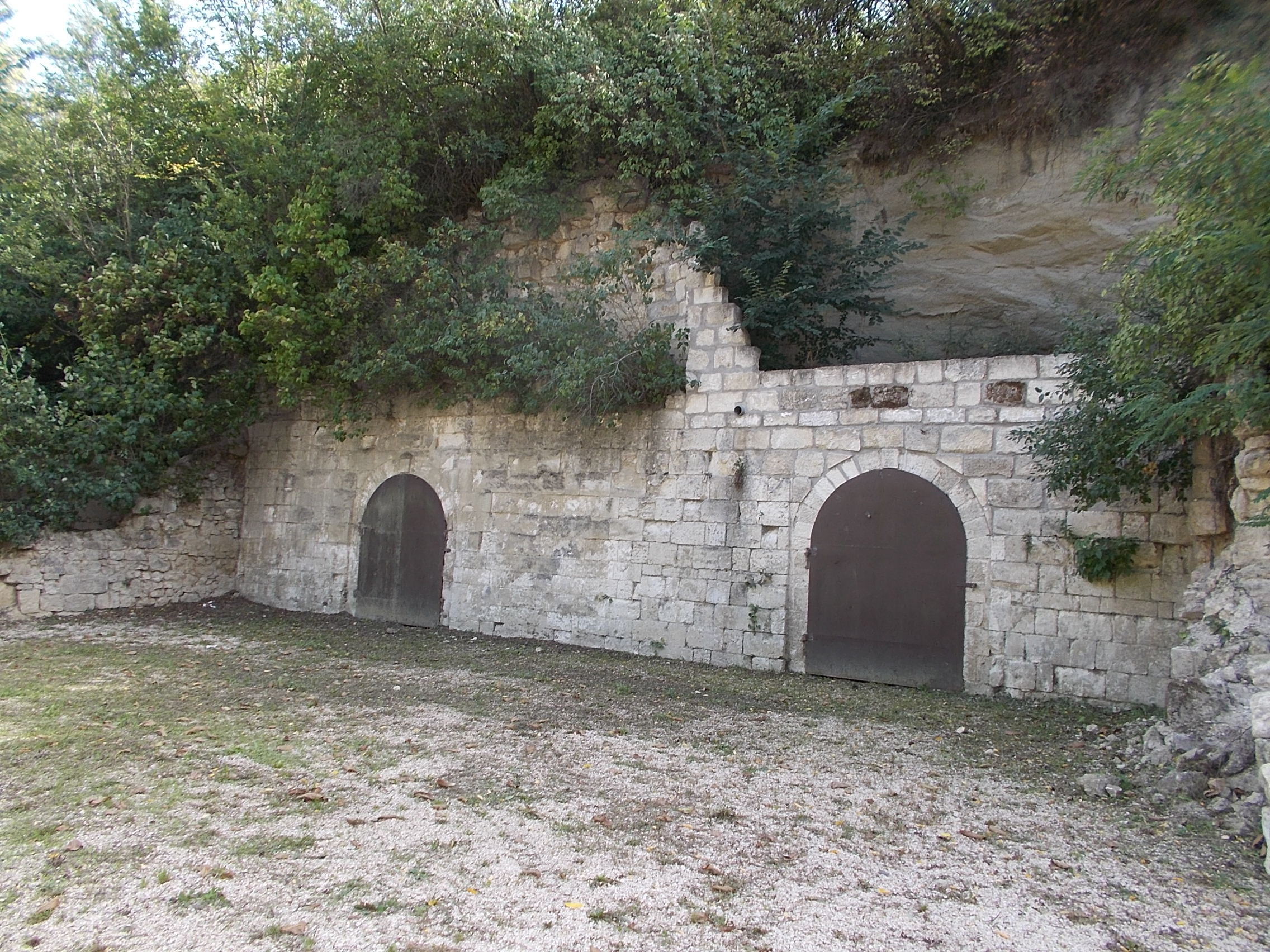
Pincesor a Mély utcában, Ófaluban

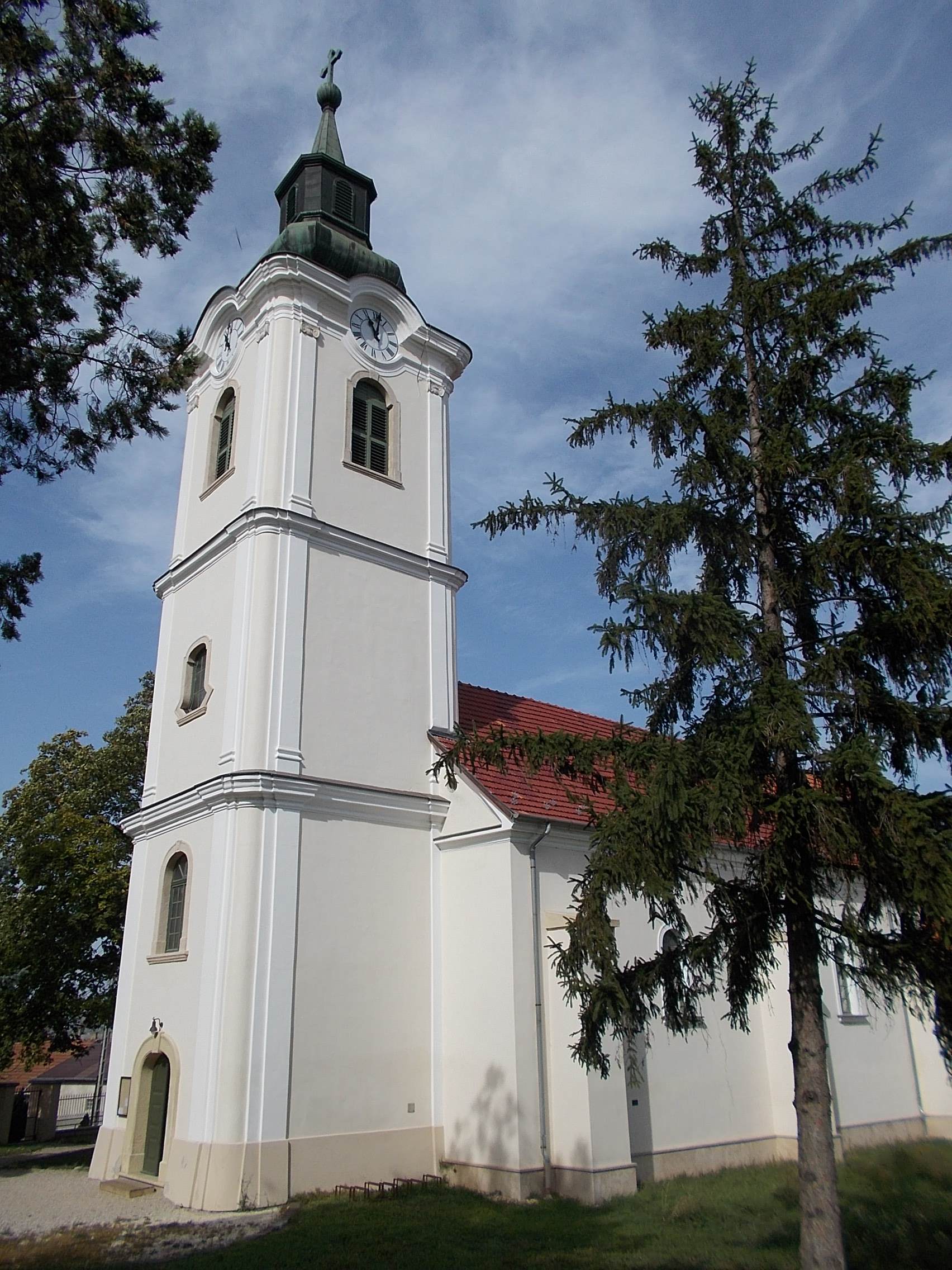
A Szent Mihály arkangyal templom

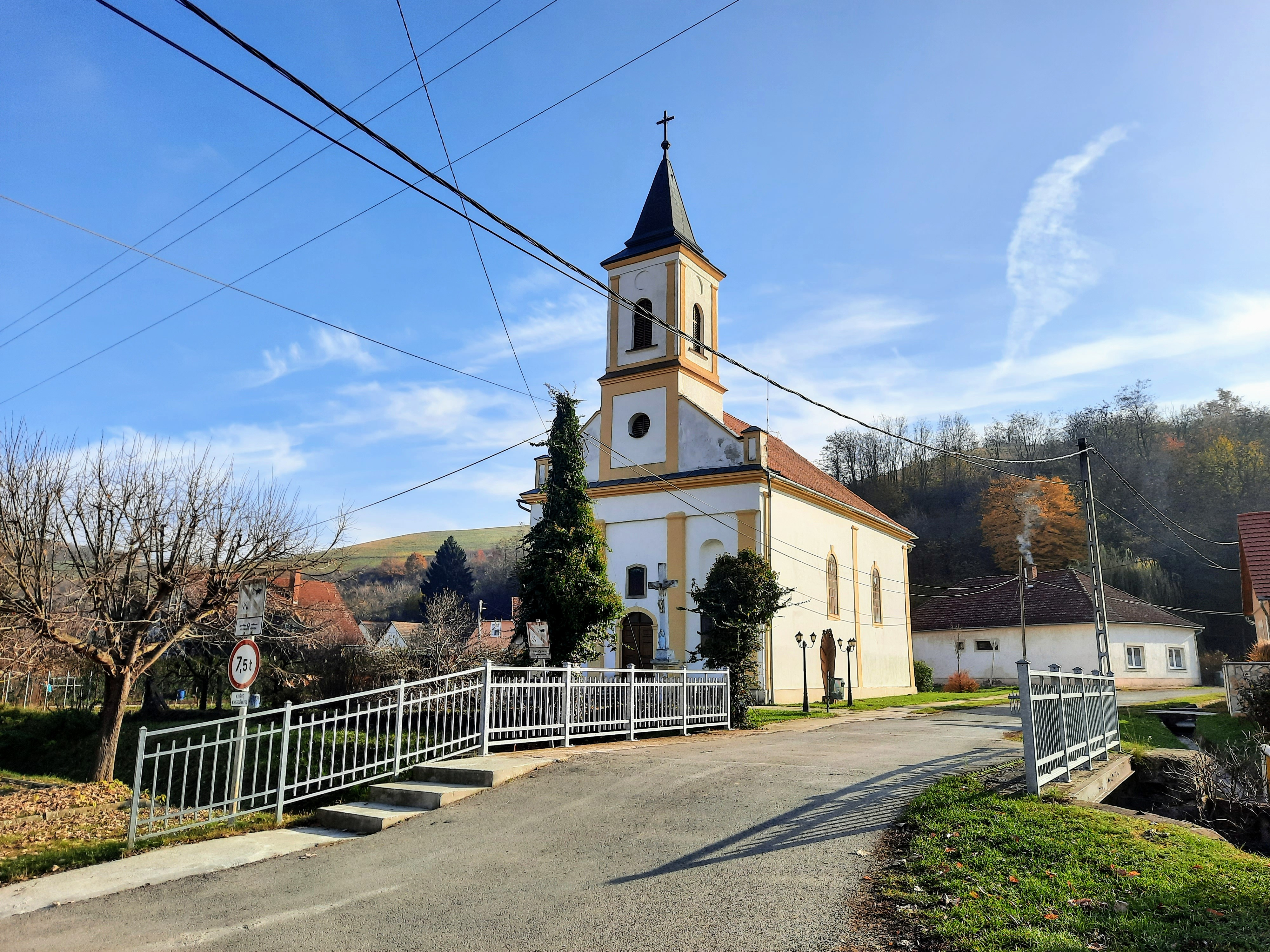
Ófalui római katolikus templom

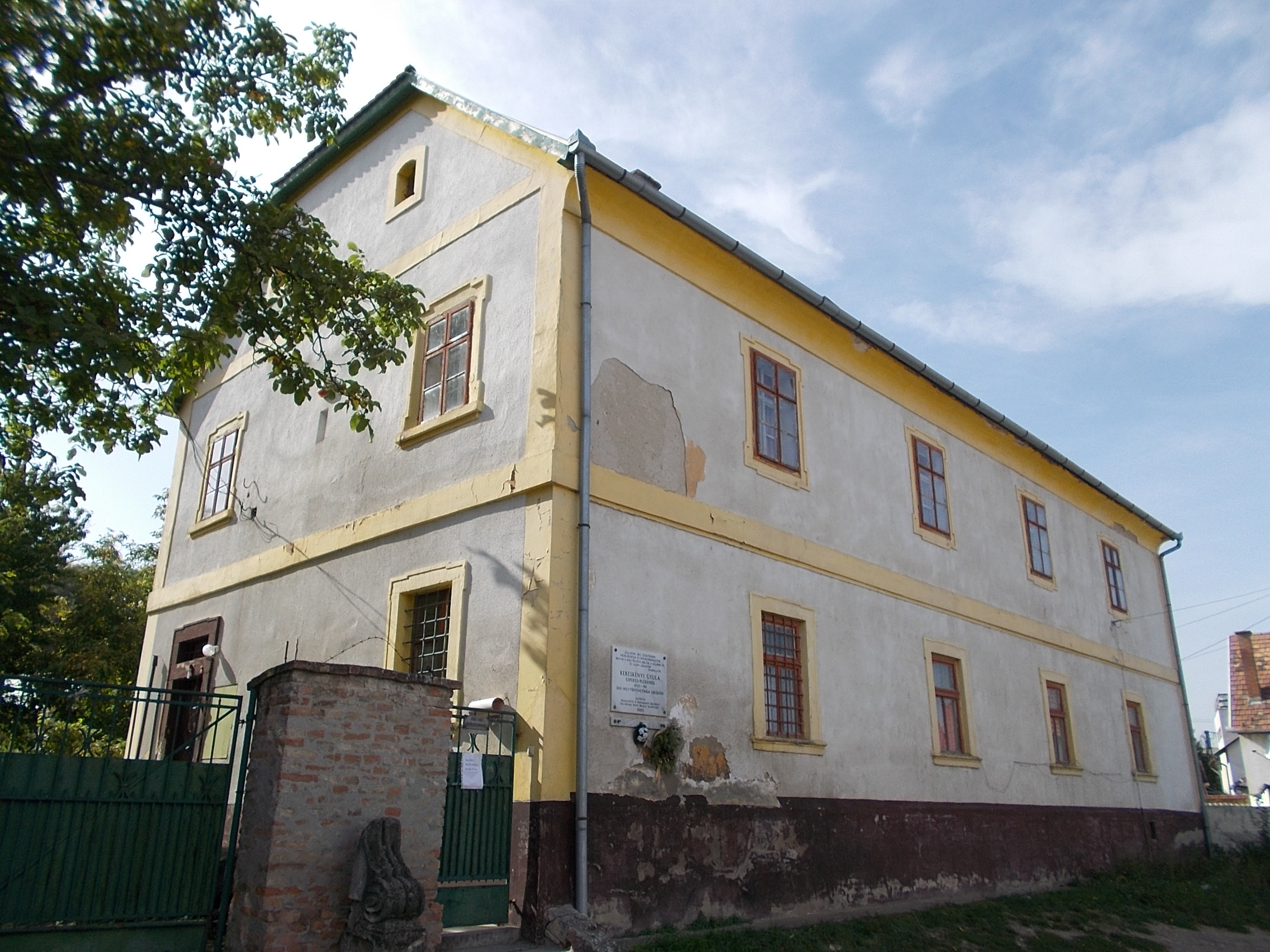
A római katolikus plébánia Ófaluban

A török uralom utáni újjáépítésben a Szapáry, majd az Illésházy család játszott meghatározó szerepet Érden.
Illésházy Miklós (1653–1723) 1722-ben váltotta vissza Érdet. Helyi urbáriumban szabályozta a jobbágyterheket. Országosan is ismert, .... kancellárként halála előtt nem sokkal ő írta alá a Pragmatica sanctiót, ami lehetővé tette Mária Terézia trónöröklését.
Illésházy József (1700–1766) csak rövid ideig volt Érd birtokosa, mert 1735–1752 között ő is elzálogosította azt báró Pongrácz Andrásnak, majd annak lányán keresztül báró Péterffy Jánosnak. A Péterffy család építtette a Kálvária-hegyen lévő Szenvedő Krisztus kápolnát. (1749).
Illésházy János (1736-1800) tette a legtöbbet Érd szépítéséért. 1774-ben toronnyal bővítette a még Szapáry idején újjáépített Szent Mihály-templomot és emeletet építtetett az új plébániaházra. A templom 6 db harangjából a 2 db nagy harang elkészítését finanszírozta, valamint templomkertet ékesítette. Elkészíttette Nepomuki Szent János és Szent Valburga szobrát és az újjáépített kastélyban egy kis kápolnát alakíttatott ki. Az ő idejében, 1776-ban kapott Érd (feltehetően egy korábbi de megszűnt státusz után) ismét mezővárosi rangot. Fia, Ferenc 10 évesen ismeretlen körülmények között Érden halt meg, és a templomban a jobb oldali mellékoltár (akkor: Szent Valburga mellékoltár, 1908-tól Jézus Szíve mellékoltár) alatt temették el 1789-ben.
Illésházy István (1762–1838) Érdnek országos vásártartási jogot szerzett. Fia nem lévén, vele kihalt a család.
Tőle Batthyány Fülöp herceg vásárolta meg Érdet, akinek apai ágon Illésházy Teréz grófnő volt a nagyanyja. Az ő rövid, húsz évnyi birtoklására esik az 1838. évi nagy dunai árvíz. Az elpusztult település helyett alapította a herceg Újvárost, a folyótól kissé távolabb eső területen (Fülöpváros). Ekkortájt épülhetett a fehérvári országút és az Újvárosba vezető út sarkán a Pelikán-fogadó, későbbi Batthyány–Wimpffen–Károlyi-kastély (ma: Magyar Földrajzi Múzeum).
1848-ban Érd, a Lánchíd építésének támogatásával kitűnt görög származású bécsi bankár, Sina György báró tulajdonába került. Fia, Sina Simon – aki apján is túltett mecénási bőkezűségével – a kastélyt 1869-ben neoreneszánsz stílusban átépíttette és jelentősen kibővíttette. Halála (1876) után lánya, Anasztázia gróf Wimpffen Viktorral kötött házassága révén Érd a sváb származású Wimpffen család kezébe került. A Wimpffenek után 1911-ben a Károlyi grófok váltak Érd legnagyobb birtokosaivá. A kastély viszont 1920-ban a katolikus egyház kezébe került. Jezsuita papnevelő (noviciátus), 1928-tól vizitációs apácazárda, 1940-től a front ideérkeztéig pedig az ország első KALOT-népfőiskolája működött falai között. A Katolikus Agrárifjúsági Legényegylet Országos Titkársága által működtetett iskolában gazdasági, faluvezető-képző és népi kulturális tanfolyamokat tartották. Elismerését jelzi, hogy 1941-ben illetve 1942-ben látogatást tett itt két miniszterelnökünk, Teleki Pál és Bárdossy László is.) A kastélyt a háborúban hadikórházként használták, majd hosszú ideig gazdátlanul kallódott s végül – miután építőelemeit jórészét széthordták – a pótolhatatlan műemléki értéket 1971-ben lebontásra ítélték.

### A mai Érd

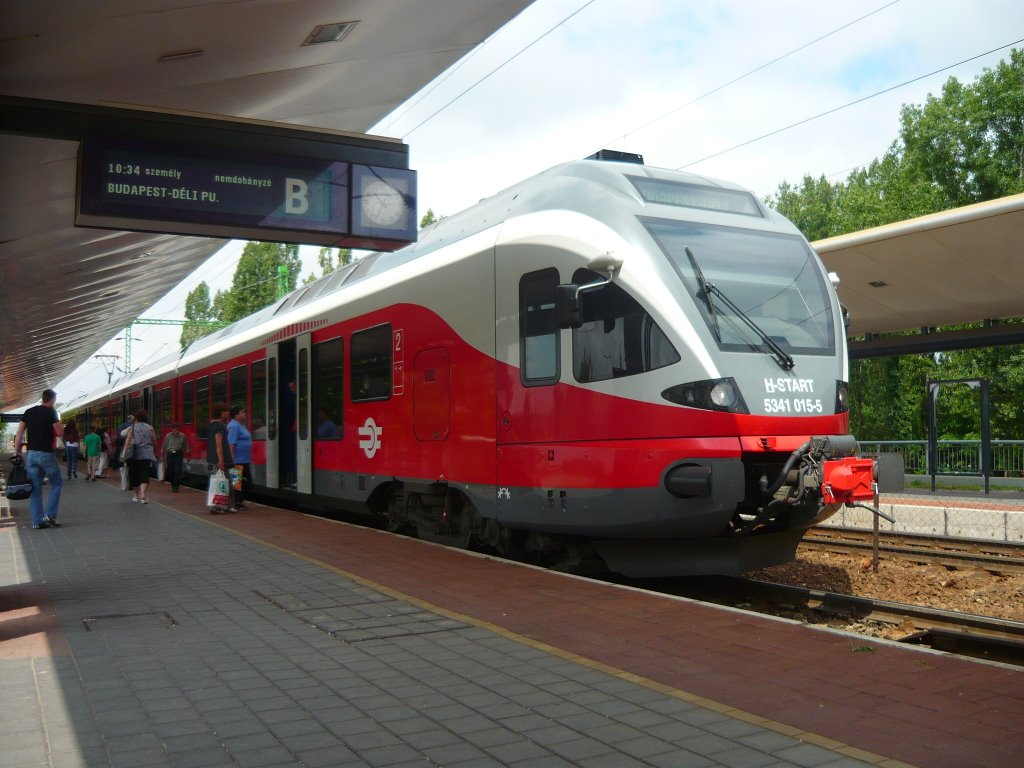
A Székesfehérvár–Déli pályaudvar menetrend szerinti személyvonat Érd felső megállóhelyen (Stadler FLIRT motorvonatból összeállítva

Az 1920-as évek második felét követően a Károlyi család (gróf Károlyi Imre és fia, Gyula) fokozatosan felparcellázták több mint 3 ezer holdnyi itteni – jórészt erdőből és gyümölcsösből álló – birtokrészüket. A viszonylagos alacsony telekárak és a közeli munkahelyekre való bejárás lehetősége miatt később az ország minden részéből érkeztek betelepülők. A kezdeti üdülőtelepből hamarosan a főváros környéki agglomeráció legnagyobb települése, "Közép-Európa legnagyobb falva” jött létre. Ez az állapot a második világháború után évtizedekig nyomasztó problémák (magas talajvíz, járhatatlan földutak, közműszolgáltatások hiánya stb.) forrásává vált. A helyi infrastruktúra fejlődése csak a rendszerváltást követően zárkózott fel az intenzív ütemű népességnövekedéshez. Domináns maradt az alvóváros jelleg. Nem bontakozott ki komolyabb ipari tevékenység. A hagyományos malomipar (dunai hajómalmok) és a téglagyártás fejlődött tovább korszerűbb formában és kisebb üzemek keletkeztek. (Mezőgép, Texelektro, ÉRUSZ, Kenyérgyár stb.)
Érden hagyományosan jellemző gazdasági ág volt a szőlőtermelés és a juhtartás. Fényes Elek statisztikus Magyarország geographiai szótárában 1851-ben így ír Érdről: „Fő gazdasága szőlőhegyében áll, mely igen becses bort terem”. Ez az 1880-as évekbenn, a filoxéravész miatt következtében lehanyatlott, a helyére az őszibarack-termesztés lépett. A borászat megmaradt mementója az ófalusi egykori római hadiút (Mély út) mentén kiépült pincesor. A juhászat színterei, a 18-19. századi majorok (Erlakovecz, Fülöp major stb.) a szocialista téeszesedés korában kerültek lebontásra.
Érd 1945-ig Fejér vármegye Adonyi járásához tartozott; az 1945-ös megyerendezés során Érdet és környékét Pest-Pilis-Solt-Kiskun vármegye területéhez csatolták, az 1950-es megyerendezés óta Pest megye (2023 óta Pest vármegye) része.
A Belváros kialakulása 1972-ben kezdődött. Ekkor adták át az Érd alsó vasúti megállóhely mellett a buszpályaudvarként is funkcionáló üzletközpontot (később Pelikán Áruház) és a 2004 óta Szepesi Gyula festőművész nevét viselő Művelődési Központot. 1982-ben az ÁFÉSZ-áruházzal (1989-től Ritmus Áruház, a földszintjén jelenleg Lidl működik) folytatódott. A Béke téri lakótelep 1972-1984 között épült. A városközpont 1998-ban nyert színvonalas külsőt a Budai úti üzletsor felépítésével. 2005-ben új buszpályaudvar és bevásárlóközpont épült. 2006-ban Érd megyei jogú város lett.
A Termál Szálló 1990. évi felépülésével az Ófalu fürdőhellyé vált, ez új turisztikai perspektívát jelentett akkoriban Érd számára, a fürdőt és a hotelt azonban 2015-ben adósságai miatt be kellett záratnia az önkormányzatnak (a hozzá kapcsolódó, közkedvelt artézi kút üzemeltetését azonban átvették). Az épület az Egységes Magyarországi Izraelita Hitközség tulajdonába került, átalakítása 2022 végén kezdődött.
Az 1910−1980 között üzemelő téglagyár kéményét 2016. augusztus 31-én (a nyilvánosság kizárásával) felrobbantották, a terület kirándulóhellyé alakítását tervezik.
1977-ben a 11. Honi Légvédelmi Rakétadandár harcálláspontja Érdre költözött. A dandár előbb ezred szintre alakult át, majd 2000-ben felszámolásra került, és a helyőrség megszűnt. Az objektum egyes részeit a mai napig őrzik.

## Látnivalók

### Kakukk-hegy
A Kálvária-hegy – Kakukk-hegy vonulata az ország azon ritka területeinek egyike, amelyen a bevezetőben ismertetett löszerdős sztyepp a szó szoros értelmében, erdő-gyep mozaik formájában maradt fenn. A két dombot a Római Birodalom idejéből fennmaradt hadiút (Mély út) mentén kiépült pincesor választja el egymástól. Ezt azért fontos kiemelni, mert a hazai lösztájakon löszerdős sztyeppnek leggyakrabban csak egy-egy fátlan alkotója, a löszpusztagyep vagy a löszlegelő, található. A kakukk-hegyi lösznövényzet nem elszigetelt terület, hanem az érdi Ófalut Százhalombatta óvárosától elválasztó Sánc-hegy további értékes lösznövényzet-maradványaival – sánc, tumulusok, magaspart, százhalombattai löszvölgyrendszer lejtői – a mezsgyék, illetve a felhagyott és részben regenerálódott lösznövényzetű kisparcellák révén kapcsolatban van. A növényzet fennmaradásának kulcsa, hogy ez az ökológiai folyosókon keresztül megvalósuló kapcsolat a jövőben is meglegyen. Ezért szükséges lenne a a hajdani érdi és százhalombattai téglagyár romjai között, a Duna parton álló Sánc-hegy jelenleg nem védett vagy eltérő szintű oltalom alatt álló lösznövényzetfoltjainak egységes védelme is. A Kakukk-hegyet 2007. áprilisában az ország 200. természetvédelmi területévé nyilvánították.

### Az Érdi-magaspart
„Az Érdi-magaspart alámosott, függőleges falakkal törik le Ófalu ill. a Duna felé. A fennsík legmagasabb pontja a 172 méteres Kakukk-hegy Ófalu, míg a 163 méteres Sánc-hegy a Duna fölött hívja fel magára a figyelmet.
A magas partfalak védelmében együttesen fordulnak elő a keleti pusztai, sztyeppei növényfajok és a jégkorszak után hazánkba délről bevándorolt mediterrán növények.” Az Érdi-magaspartot 1985-ben védetté nyilvánították.

### Fundoklia-völgy

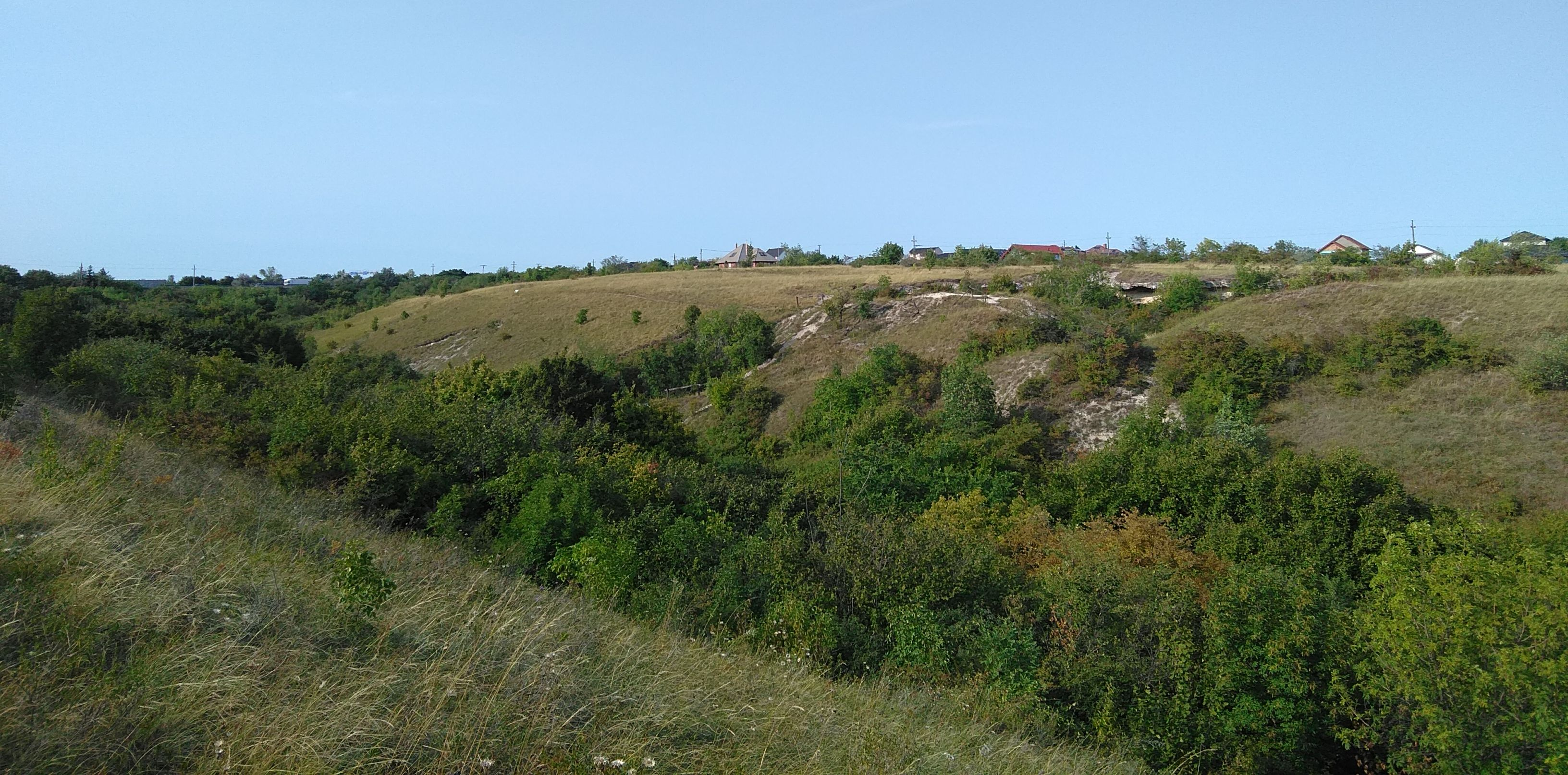
A Fundoklia-völgy a város nyugati peremén

Érd-Parkváros tájképileg legszebb része a szarmata mészkőbe bevágódott karsztos aszóvölgy, a Fundoklia. (Szidónia-völgy) Az M7-es autópályától északra 1962 végén a völgyfő közelében véletlenül bukkant felszínre az „érdi paleolitikus telep”, amely a „mounstérien műveltség, tágabb értelemben a neandervölgyi ember kultúrájának világhírű magyarországi lelőhelye”.
A Fundoklia-völgyben és környékén mintegy 25 védett növényfaj fordul elő és több védett gyíkfajnak és cickányfélének nyújt menedéket, de az erdei sikló is előfordul.
A terület 1999 tavaszán helyi védettséget kapott.

### Harangjáték
1993-ban, Érd első okleveles említésének 750. évfordulóján adták át. A harangjáték 12 harangja 45 dallamot szólaltat meg.
Az átadását követő években hajnali öt és este kilenc között az alábbi dallamok csendültek fel:
- 05:00 Halleluja (Händel), Himnusz,
- 06:00 Örömóda (Beethoven),
- 07:00 Hej, páva, hej, páva,
- 08:00 Tavaszi szél vizet áraszt,
- 09:00 Szánt a babám,
- 10:00 Hej, Dunáról fúj a szél,
- 11:00 Varázsfuvola (Mozart),
- 12:00 Boldogasszony Anyánk,
- 13:00 Tebenned bíztunk,
- 14:00 Által mennék én a Tiszán,
- 15:00 Bécsi harangjáték (Kodály Zoltán),
- 16:00 Gyertyafény-keringő,
- 17:00 Hazafelé (néger spirituálé),
- 18:00 Ah, hol vagy magyarok tündöklő csillaga,
- 19:00 Megyen már a hajnalcsillag,
- 20:00 Este a székelyeknél (Bartók Béla),
- 21:00 Il Silenzio (Nini Rosso).[23]

### Szent Mihály-templom
A 15. századi romokon újjáépülő templomot 1723-ban áldották meg. Illésházy János kegyúr bőkezűségéből épült fel a templom órapárkányos tornya 1774-ben. A templomtornyot két övpárkány tagolja három részre, díszítését ion oszlopfejezetű pilaszterek szolgálják.
A templomhajó padlósíkja mintegy 2 m-rel mélyebben fekszik, mint a torony bejárati szintje. A templomhajóba lépcsősor vezet le.
Napjainkra a copf főoltár, a barokk mellékoltárok és a kőből faragott keresztelő medence őrződtek meg a templom régi berendezési tárgyai közül.

### Minaret

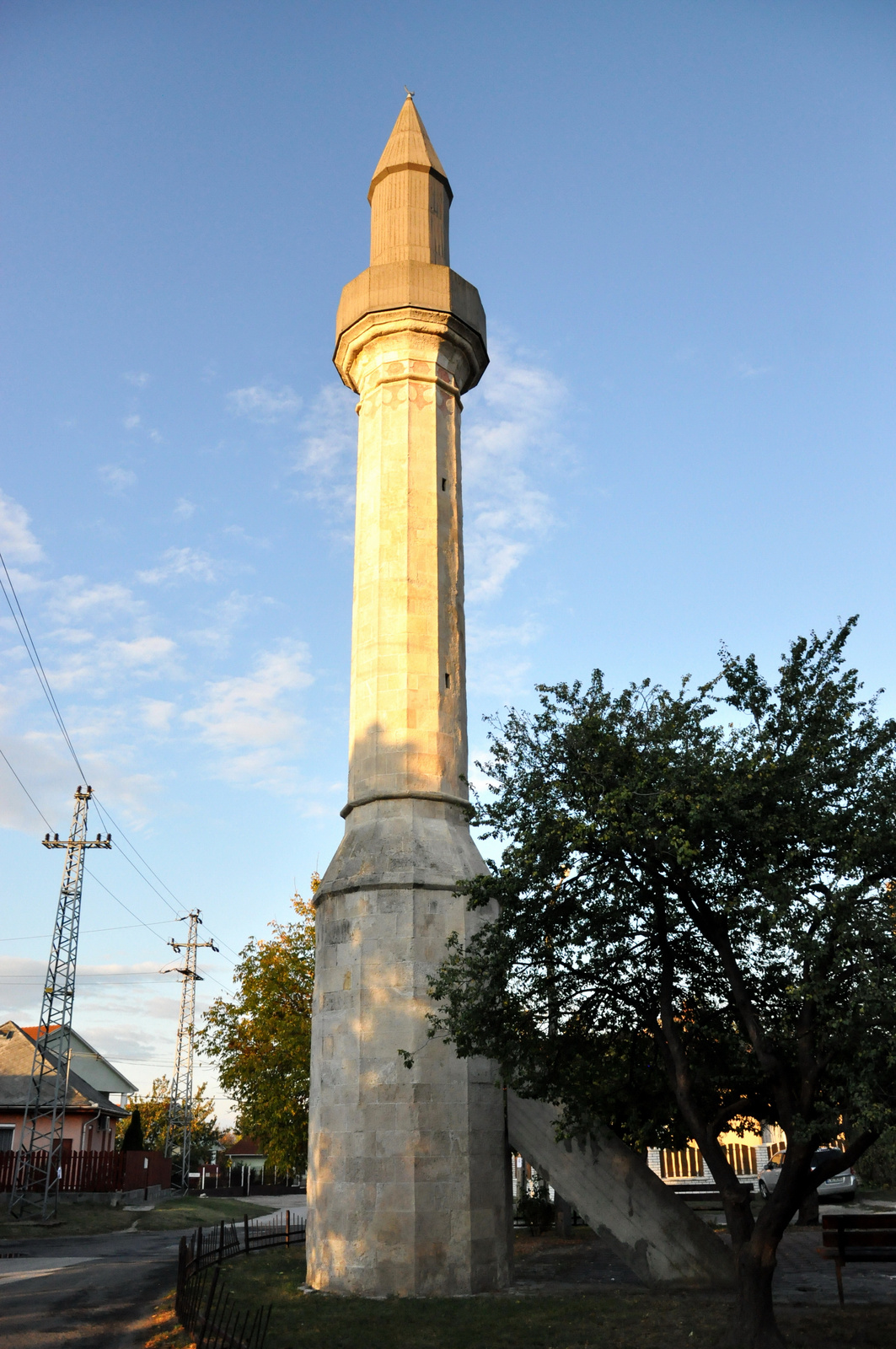
A minaret Ófaluban

Érden az Ófaluban (Mecset utca) áll a 17. században épült dzsámi 22 méter magas, részben rekonstruált tornya. Az 1962–1965 közötti régészeti feltárás eredményei alapján Ferenczy Károly építész készítette el a helyreállítási terveket, a körerkély elpusztult mellvédjét, a kast és a toronysüveget 1971-ben rekonstruálták vasbetonból. Az 1999-es külső homlokzati konzerválást követően 2000-ben felújították a minaretet, de leromlott statikai állapota miatt 2020-ban lezárták a látogatók elől.

### II. Lajos emlékmű
1926-ban a mohácsi csata 400 éves évfordulójára állították. A római korból származó oroszlánnal díszített emlékmű II. Lajos magyar király érdi tartózkodását örökíti meg.

### Szent Sebestyén, Szent Rókus és Szent Rozália kápolnája
18. századi barokk kápolna, Kereskényi Gyula 1886-ban készült könyve szerint 1734-ben épült a nagy pestis alkalmával.
„A négyzetes alaprajzú kápolna kosáríves apszissal záródik. Oldalfalán 1-1 ablak került elhelyezésre. Faszerkezetű harangtornyát kecses sisak díszíti. A kápolna hajóját és az oltárát diadalív tagolja, térlefedésre csehsüveg boltozatot építettek. Főhomlokzatát az oromfalba illesztett, kosáríves falfülkébe helyezett sérült Szentháromság-szobor díszíti.”

### Magyar Földrajzi Múzeum

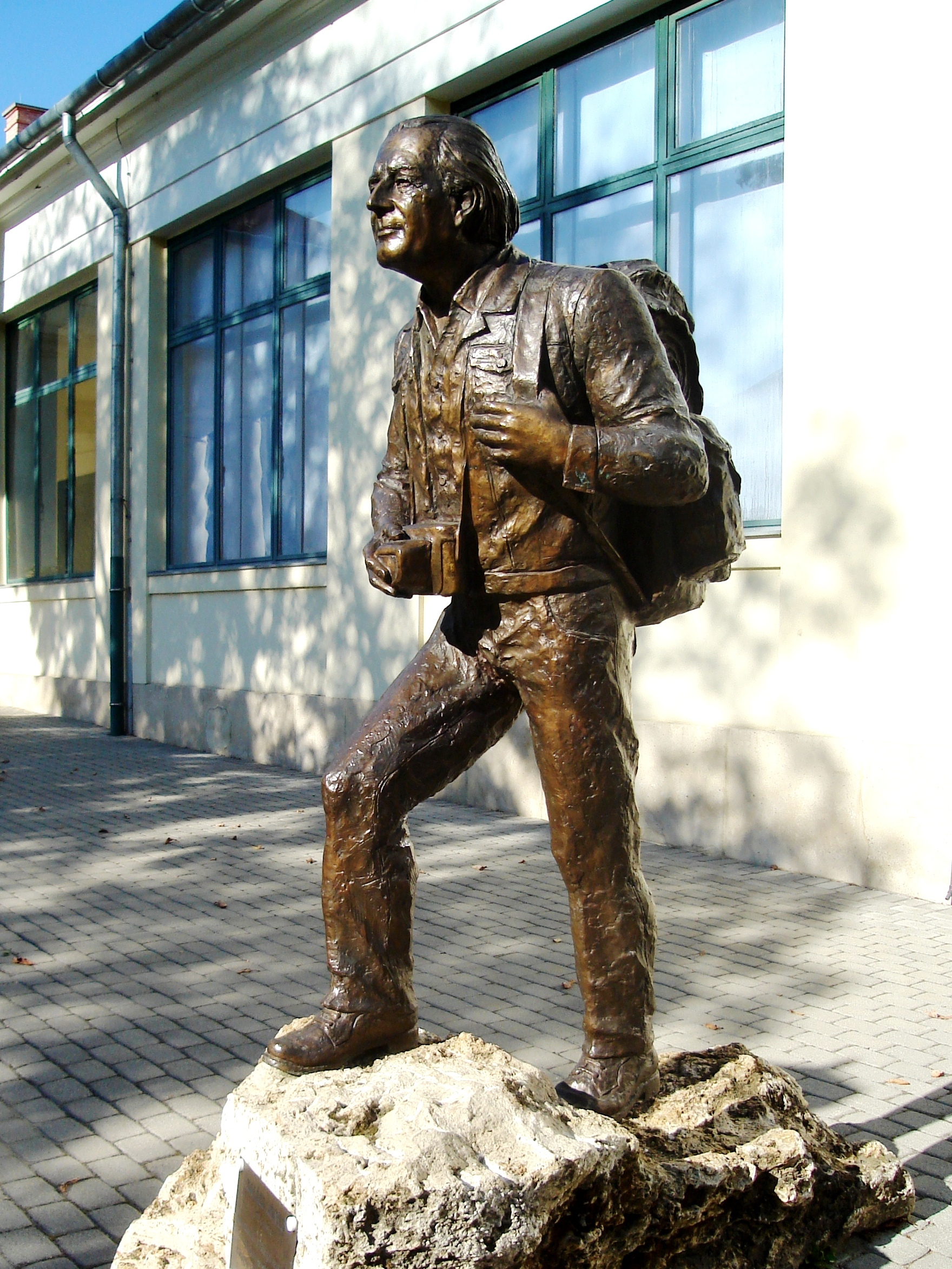
Balázs Dénes szobra

A város központjában található az egykori híres „Pelikánnak” nevezett vendégfogadó, majd később Wimpffen-kúria klasszicista stílusjegyeket viselő épületegyüttese. Sem pontos építési idejét, sem tervezőjét nem ismerjük, csak feltételezéseink vannak az építészeti formajegyek alapján, hogy Hild József alkotása lehet."
A Budáról Székesfehérvár felé vezető forgalmas országút mellé 1820 és 40 között építették fel a vendégfogadó főépületét és a különálló kiszolgáló épületszárnyakat (a két istállóként működő oldalszárnyat és a középen elhelyezkedő kocsiszínt).
1910-től néhány évig tiszttartók lakják. 1923-tól a Szent István Polgári Fiúiskola működött a főépületben. 1942-ben a Községi Elöljáróság költözött Ófaluból a kúria épületébe. A 19. század végén az Alsó utcai, majd a 20. század elején Felső utcai oldalszárny, eredetileg istálló, épületei átalakultak polgári lakóépületté. A főépület 1979-ig Tanácsházaként szolgált, majd annak folyamatos kiköltözése után "1983-tól a Magyar Földrajzi Múzeum lelt otthonra az öreg falak között."

### Kutyavár

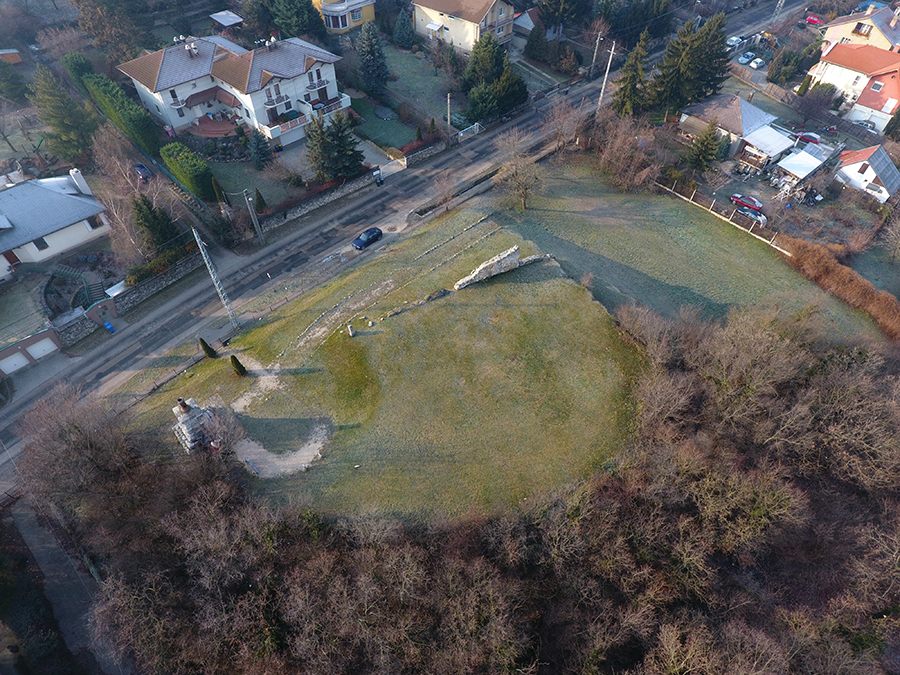
Érd – Kutyavár, légi felvétel

A Kutyavár Érd legrégebbi, 15. századi gótikus építménye. A legenda szerint Hunyadi Mátyás építtette vadászkutyái és azok gondozói, a kutyapecérek számára. Ma már csak romjai láthatóak. Nem tudni, valóban Mátyás király építtette-e, vagy az Elbenyi testvérek.

### Fenyőerdő
Érd-Parkvárosban a Borostyán utcából közelíthető meg a magas mészkőfallal körülvett kertben a védett erdőség, melynek telepített állományát az erdeifenyő (Pinus silvestris) uralja. Az erősen meszes, karsztos felszínen a csekély termőképességű talajon is jól megél az erdeifenyő.

### Beliczay-sziget

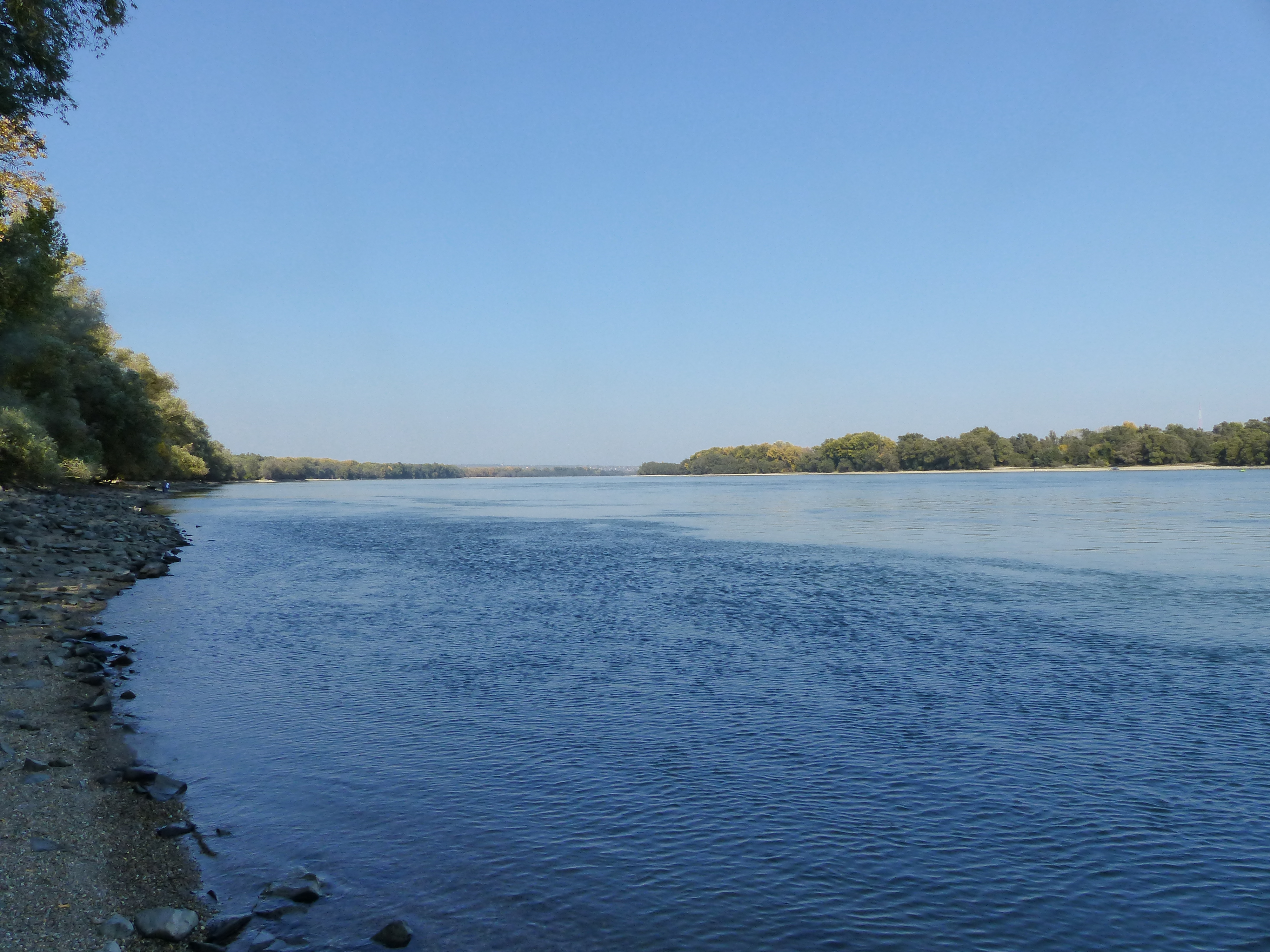
Beliczay-sziget

Az Érd keleti határait felölelő, a Dunához illeszkedő partszegély mintegy 9 km hosszúságban és 2–3 km szélességben elterülő alacsony térszínű, ártéri üledékekkel borított tája Érd-Ófalutól Nagytétényen át a budatétényi Hárosig húzódik enyhén ívelt alakban. Valaha, a miocén kor végén a Pannon-tenger egyik sekély vizű öble foglalta el ezt a területet. Ebből az időszakból maradtak fenn a felszínen Diósd környékén is homokos, kavicsos, agyagos üledékek. Az Érd-Tétényi-öblözet kialakulását tektonikai okok magyarázzák. A terület a pleisztocén végén annyira megsüllyedt, hogy a Duna ágai kelet felől erre helyeződtek át. A Beliczay-sziget nyugati oldalán magasodó árvízvédelmi töltés 1942-ben épült. (A tőle északra elhelyezkedő hajdani Körtvélyfa- és Bara-sziget a mentett oldalra került, a Sulák-patak követi az ívüket.) A gáton kiépített kerékpárúton a nagytétényi Harbor parkig lehet eljutni.

## Közélete

### Polgármesterei
- 1990–1994: Harmat Béla[31][32] (MDF)
- 1994–1998: Harmat Béla (Érdi Közéleti Társaskör)[33]
- 1998–2002: Harmat Béla (Érdi Közéleti Társaskör-Érdi Ipartestület)[34]
- 2002–2006: Döcsakovszky Béla (MSZP-SZDSZ)[35]
- 2006–2010: T. Mészáros András (Fidesz-KDNP)[36]
- 2010–2014: T. Mészáros András (Fidesz)[37]
- 2014–2019: T. Mészáros András József (Fidesz-KDNP)[38]
- 2019–2024: Dr. Csőzik László (LMP-Jobbik-DK-Momentum-MSZP-CÉL-Mindenki Magyarországa-Párbeszéd-MLP)[39]
- 2024– : Dr. Csőzik László (Szövetség Érdért)[1]

### Önkormányzata
A települési önkormányzatok saját ügyeikben önálló döntési joggal rendelkező, közvetlenül választott közjogi testületek, melyek a közfeladatok ellátásában vesznek részt. A helyi önkormányzatok működésének alapjait az országgyűlés 1990-ben az Alkotmányban fektette le, biztosítva a helyi önkormányzatok három legfontosabb jogát: az autonómiához valójogot, a demokratikus helyi hatalomgyakorlás, továbbá az önkormányzati jogok bírósági védelmének jogát.
Érdet az Országgyűlés 82/2005. (XI.10.) számú határozatával nyilvánította megyei jogú várossá. A település ténylegesen a 2006. évi önkormányzati választások kitűzésének napjától, azaz 2006. július 11-étől megyei jogú város. Az önkormányzat hivatalos elnevezése: Érd Megyei Jogú Város Önkormányzata; székhelye: Érd, Alsó u. 1-3., működési területe: Érd Megyei Jogú Város közigazgatási területe.
Az önkormányzat szervei:
- a képviselő-testület (közgyűlés)
- a bizottságok
- a polgármester
- a részönkormányzatok testületei
- a képviselő-testület hivatala.

Az önkormányzat feladatai a helyi önkormányzatokról szóló 1990. évi LXV. törvény szerint:
A települési önkormányzat feladata a helyi közszolgáltatások körében különösen: a településfejlesztés, a településrendezés, az épített és természeti környezet védelme, a lakásgazdálkodás, a vízrendezés és a csapadékvíz elvezetés, a csatornázás, a köztemető fenntartása, a helyi közutak és közterületek fenntartása, helyi tömegközlekedés, a köztisztaság és településtisztaság biztosítása; gondoskodás a helyi tűzvédelemről, közbiztonság helyi feladatairól; közreműködés a helyi energiaszolgáltatásban, a foglalkoztatás megoldásában; az óvodáról, az alapfokú nevelésről, oktatásról, az egészségügyi, a szociális ellátásról, valamint a gyermek és ifjúsági feladatokról való gondoskodás; a közösségi tér biztosítása; közművelődési, tudományos, művészeti tevékenység, sport támogatása; a nemzeti és etnikai kisebbségek jogai érvényesítésének a biztosítása; az egészséges életmód közösségi feltételeinek elősegítése.
Az önkormányzat maga határozza meg – a lakosság igényei alapján, anyagi lehetőségeitől függően –, mely feladatokat, milyen mértékben és módon lát el.
Törvény a települési önkormányzatokat kötelezheti arra, hogy egyes közszolgáltatásokról és közhatalmi helyi feladatok ellátásáról gondoskodjanak. E kötelezettségek a település nagyságától, a lakosságszámtól, és egyéb feltételektől függően eltérően is megállapíthatók.
A települési önkormányzat köteles gondoskodni az egészséges ivóvízellátásról, az óvodai nevelésről, az általános iskolai oktatásról és nevelésről, az egészségügyi és a szociális alapellátásról, a közvilágításról, a helyi közutak és a köztemető fenntartásáról; köteles biztosítani a nemzeti és az etnikai kisebbségek jogainak érvényesülését.
A települési önkormányzat a feladatai körében támogatja a lakosság önszerveződő közösségeinek a tevékenységét, együttműködik e közösségekkel.

#### A 2024-es önkormányzati választás eredménye
- A polgármester-választás eredménye[40]

| Jelölt neve                 | Jelölő szervezet(ek) | Jelölő szervezet(ek)                                        | Szavazatok száma | Szavazatok aránya |
| --------------------------- | -------------------- | ----------------------------------------------------------- | ---------------- | ----------------- |
| Dr. Csőzik László           |                      | Szövetség Érdért                                            | 21 274           | 61,26%            |
| Kardosné Gyurkó Katalin     |                      | Fidesz – KDNP – Nemzeti Fórum – Érted Családbarát Egyesület | 11 313           | 32,58%            |
| Farkas Gáborné Szalai Tímea |                      | Mi Hazánk Mozgalom                                          | 1316             | 3,79%             |
| Dr. Asztalos Éva            |                      | Független                                                   | 826              | 2,38%             |
| Összesen                    |                      |                                                             | 34 729           | 100%              |

- A képviselőtestület-választás eredménye[41]

| Párt | Párt                                                        | Mandátumok | Képviselő-testület | Képviselő-testület | Képviselő-testület | Képviselő-testület | Képviselő-testület | Képviselő-testület | Képviselő-testület | Képviselő-testület | Képviselő-testület | Képviselő-testület | Képviselő-testület | Képviselő-testület | Képviselő-testület |
| ---- | ----------------------------------------------------------- | ---------- | ------------------ | ------------------ | ------------------ | ------------------ | ------------------ | ------------------ | ------------------ | ------------------ | ------------------ | ------------------ | ------------------ | ------------------ | ------------------ |
|      | Szövetség Érdért                                            | 13         | P                  |                    |                    |                    |                    |                    |                    |                    |                    |                    |                    |                    |                    |
|      | Fidesz – KDNP – Nemzeti Fórum – Érted Családbarát Egyesület | 3          |                    |                    |                    |                    |                    |                    |                    |                    |                    |                    |                    |                    |                    |
|      | MKKP                                                        | 1          |                    |                    |                    |                    |                    |                    |                    |                    |                    |                    |                    |                    |                    |
|      | Mi Hazánk Mozgalom                                          | 1          |                    |                    |                    |                    |                    |                    |                    |                    |                    |                    |                    |                    |                    |

### Országgyűlési képviselők
(Pest 8. OEVK 1990–2014; 1. OEVK 2014-)
- dr. Kovács László (MDF) – 1990–1994
- Miklós László (MSZP) – 1994–1998
- Várkonyi András (Fidesz) – 1998–2002
- dr. Jánosi György (MSZP) – 2002–2010
- Aradszki András (Fidesz-KDNP) – 2010–

## Gazdaság
A város kereskedelmi szolgáltatásának 75%-a a központokban és a főútvonalak mellett bonyolódik le.
A gazdálkodó szervezetek száma meghaladja a 6500-at.
Az egyéni vállalkozók a legkülönbözőbb ipari, szolgáltató, kereskedelmi tevékenységet végzik főként kis- és középvállalkozások keretében. A helyi vállalkozók a népszerű tevékenységformák (élelmiszer-, ruha-, cipő-, mobiltelefon-kereskedelem) mellett őrzik a régi mesterségeket (kádár, népművész, keramikus, kulacskészítő) és megjelentek a bioboltok, bioéttermek is.
Az Érdre látogatót közel 35 éttermet és cukrászdát, valamint több szálláslehetőség (fogadó, panzió, kemping) is fogadja.
A lakásszám meghaladja a 25 000-et és mivel az épülő lakások száma nagyobb a megszűnő, bontásra kerülő lakásokénál, a lakásszám évről évre nő.

## Címere
A címer motívumai a település történelmének régmúltját idézik fel. A címerpajzs vízszintesen elválasztva két mezőre oszlik. A téglalap alakú, arany színezetű felső mezőben egy ötkaréjos zöld fa látható, mely a tervezők szerint az Árpád-kori Erdő/Erdu nevére és királyi erdőőr lakóira utal. (Más vélemény szerint az Érd név a vízfolyás, patak jelentésű "ér" főnév -d képzős származéka.)
A zöld lombsátor közepén egy aranyló korona helyezkedik el, három ága a település történetében kiemelkedő szerepet játszó ákosházi Sárkány, Batthyány és Illésházy családokra emlékeztet, míg a koronaágak szirmai Érd kilenc ősi településmagját szimbolizálják.
A címerpajzs kék színű alsó mezeje a település életében hajdan sokkal nagyobb jelentőségű Dunát (rév, kikötő, vízimalmok) jelképezi. Középen egy kerekre görbült vörös sárkány a hurkot formáló farkával latin keresztet döf a saját torkába. Horváth Lajos szavai szerint ez "utalás arra, hogy a Sárkány család tagjai a 15–16. században a Zsigmond király által alapított Sárkányos-rend vitézei voltak, mely rendnek feladata a török elleni küzdelem, végső soron az országunkat rontó gonosz elleni küzdelem volt."

## Korábbi címere

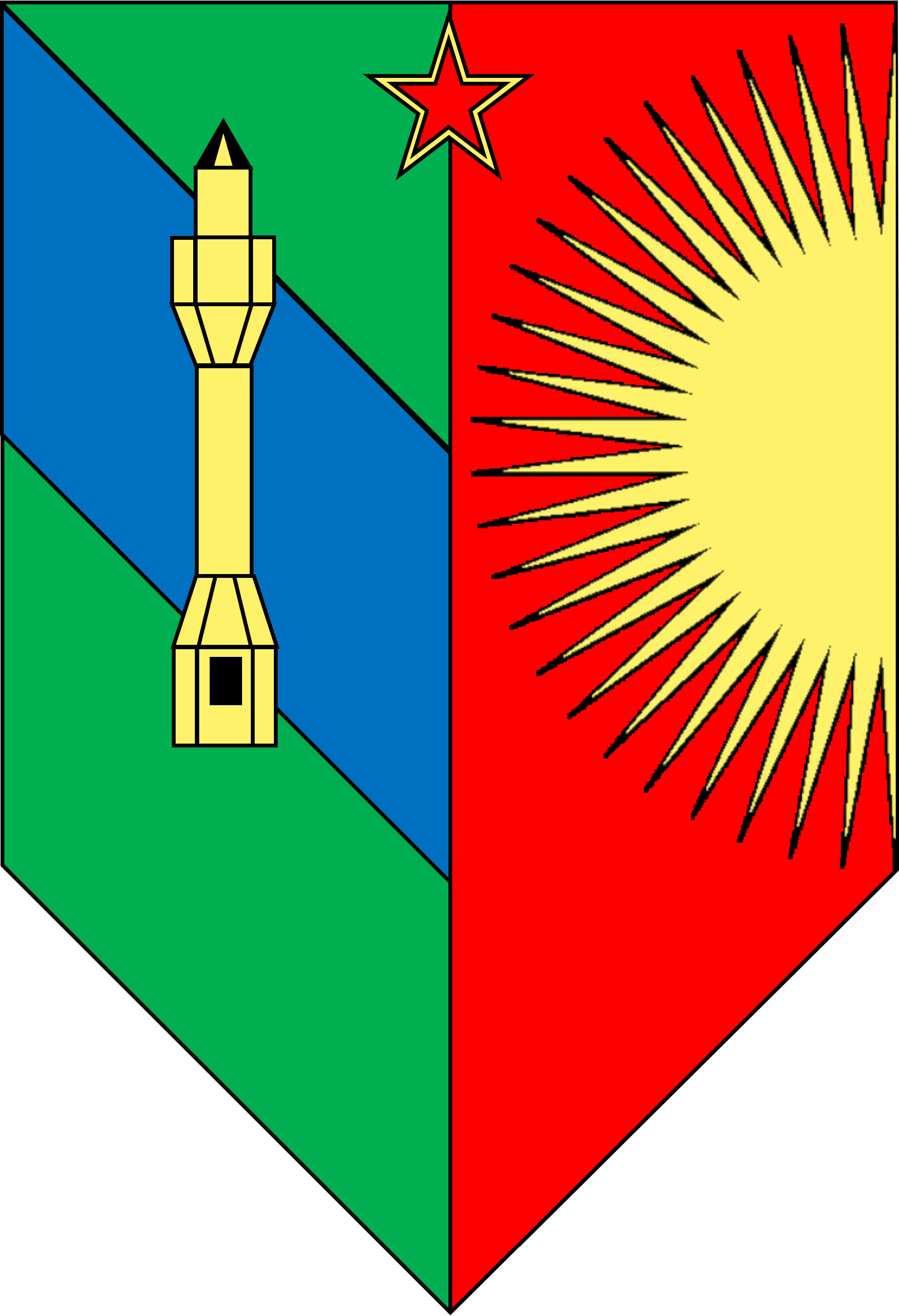
Érd Kádár-korszakbeli címere (1981-1990)

Kádár-korszakbeli címere 1981-től egészen 1990-ig képviselte Érdet. A címer jelképei között a minaret, a Duna-part, napfény – melyek Érd kertvárosias jellegét ábrázolják –, valamint egy vörös csillag volt látható. Eredetileg pályázati kiírás alapján hirdették volna ki a címert, melyre 20 beküldött pályamű érkezett, végül mégis az érdi művészeti alap tervezte meg a három megszavazható tervet, amelyek közül a lakók szavazással választhatták ki a győztest. A lakosok kérdésére az alap kijelentette, hogy a címertervezés az ő monopóliumuk.
Sokaknak egyáltalán nem tetszettek a választható tervek, ugyanis címertanilag szabálytalan volt, színei nem odavalóak voltak, és az sem tetszett a hozzáértőknek, hogy a minaretet ábrázolja, – egy másik idegen hatalmakra emlékeztető jelképet, amely a vörös csillag mellett nem felelt meg az akkori rendszer világképnek.
Az akkori vezetőség így fogalmazott: „Érdnek még sohasem volt igazi címere. Most az is lesz.”
1981-ben, mikor a címer megjelent, képeslapokon árulták egy nemes cél érdekében: a helyi mentőállomás felépítésének egy részét az ebből befolyt összeggel támogatta az akkori vezetés.

## Népesség
Érd lakónépessége 2019. január 1-jén 69 014 fő volt, ami Pest vármegye össznépességének 5,47%-át tette ki. A város Pest vármegye tizedik legsűrűbben lakott települése, abban az évben az egy km²-en lakók száma, átlagosan 1140 fő volt. A népesség korösszetétele kedvező. A 2011-es év elején a 19 évesnél fiatalabbak népességen belüli súlya 22%, a 60 éven felülieké 21% volt. A nemek aránya kedvezőtlen, ugyanis ezer férfira 1069 nő jut. 2017-ben a férfiaknál 73, a nőknél 78,7 év volt a születéskor várható átlagos élettartam. A népszámlálás adatai alapján a város lakónépességének 5%-a, mintegy 3328 személy vallotta magát valamely kisebbséghez tartozónak. Közülük német, cigány és román nemzetiséginek vallották magukat a legtöbben.
A 20. század második felétől Érd lakossága fokozatosan növekszik. Népességnövekedése az 1950-es évektől kezdve a szocializmus évei alatt felgyorsult. Az urbanizáció a második világháború után öltött komolyabb mértéket, többek közt ennek eredményeképpen a város lakossága megnégyszereződött. A legtöbben 2011-ben éltek a városban, 63 631-en. Az utolsó 2011-es népszámlálás alapján, soha nem éltek még ennyien Érden, mint 2011-ben.
A 2011-es népszámlálási adatok szerint a magukat vallási közösséghez tartozónak valló érdiek túlnyomó többsége római katolikusnak tartja magát. Emellett jelentős egyház a városban, még a református és az evangélikus.
2022-ben vallásuk szerint 23% volt római katolikus, 8,2% református, 1,2% evangélikus, 1,1% görög katolikus, 0,2% ortodox, 0,1% izraelita, 2% egyéb keresztény, 0,6% egyéb katolikus, 18,4% felekezeten kívüli (44,8% nem válaszolt).

### Etnikai összetétel
A 2001-es népszámlálás adatok szerint a város lakossága 56 567 fő volt, ebből a válaszadók száma 54 203 fő volt, 52 821 fő magyarnak, míg 573 fő cigánynak vallotta magát, azonban meg kell jegyezni, hogy a magyarországi cigányok (romák) aránya a népszámlálásokban szereplőnél lényegesen magasabb. 334 fő német, 103 fő román és 43 fő horvát etnikumnak vallotta magát.
A 2011-es népszámlálás adatok szerint a város lakossága 63 631 fő volt, ebből a válaszadók száma 56 475 fő volt, 53 147 fő magyarnak vallotta magát. Az adatokból az derül ki, hogy a magukat magyarnak vallók száma jelentősen csökkent tíz év alatt, ennek fő oka, hogy többen nem válaszoltak. Az elmúlt tíz év alatt a nemzetiségiek közül legjelentősebben a németek (824 fő), román (419 fő) és az oroszok (106 fő) száma nőtt Érden. A horvátok (91 fő) nemzetiségűek száma megkétszereződött. A magukat cigányoknak vallók száma (650 fő) kismértékben nőtt az elmúlt tíz év alatt. A megyén belül Érden él a legtöbb magát románnak és görögnek valló nemzetiségi.
2022-ben a lakosság 87,5%-a vallotta magát magyarnak, 1,3% németnek, 0,6% cigánynak, 0,3% románnak, 0,2% ukránnak, 0,1-0,1% szerbnek, lengyelnek, horvátnak, görögnek, bolgárnak, ruszinnak és szlováknak, 4,9% egyéb, nem hazai nemzetiségűnek (12,1% nem nyilatkozott; a kettős identitások miatt a végösszeg nagyobb lehet 100%-nál).

## Média a városban
2014 februárjában alakult meg az Érd Médiacentrum, amely önkormányzati fenntartású intézményként irányítja a város médiumait. Főszerkesztője Kling József, aki egyben az Érdi Újság felelős szerkesztője, ebbéli minőségében vette át Kövesdi Péter feladatait.

### Érd TV
A városi televízió igen kezdetleges arculattal és technikai felszereltséggel, a városi közgyűlés élő közvetítésével indult 2005. október 20-án 09 óra 10 perckor (bár a tesztadások már nyáron elkezdődtek). Ezt megelőzően a százhalombattai Halom TV számolt be a város fontosabb eseményeiről. A Telekom hálózatán kezdettől fogva, a Digi kábeltévén 2016. június 23. óta fogható az egész járás területén. Potenciális nézőszáma 2007-ben kb. 40 ezer fő volt, ma azonban már meghaladja a 100 ezret, de egyes adásai az interneten is elérhetőek. Nettó adásideje nagyjából napi 10-11 óra. 2022 szeptemberétől adása csak az interneten elérhető.

### Érd FM
A magát "a szomszéd hangja"-ként fémjelző adó 101,3 MHz-en fogható Érd vonzáskörzetében a hajdani Rádió Junior, majd Rádió6 frekvenciáján. Formálisan egyidőben indult magával a médiacentrummal, 2014. február 23-án éjfélkor. Főleg mainstream könnyűzenét, városi és saját szerkesztésű (olykor az MTI-től átvett) országos híreket, magazinműsorokat sugároz napi 24 órában. Élő reggeli műsora a Bundáskenyér, minden hétköznap 06:00 – 10:00 óra között foglalkozik helyi és közéleti aktualitásokkal. Élő kívánságműsorral és délutáni hazakísérő műsorral jelentkezik munkanapokon. Péntek délután a Majdnem szombat című műsor foglalja keretbe a hetet. 2022-től a kitelepülésre is nagy hangsúlyt fektetnek, így a város több pontján és a környéken gyakran személyesen is megjelennek. A médiacentrum weboldalán is online hallgatható, műsorai visszakereshetők.

### ÉrdMost
Érd hivatalos hírportálja, amely 2014 novemberében indult ezen a néven (korábban rövid ideig erdmediacentrum.hu weblapon volt elérhető). Elsőszámú tájékozódási pont az érdiek számára, innen tudhatják meg, mi történt is mi fog történni a városban. Helyi hírek, programok, közüzemi és utazási információk, állásajánlatok, fotógalériák, valamint a tévé és rádió felvett adásai gazdagítják az oldal kínálatát.

### Érdi Újság
Csak 2020 márciusával lett az Érd Médiacentrum tagja, az önkormányzat megrendelésére készül, 2014-2019 között a Maraton (Mediaworks) kiadásában, 2019 őszétől a Szuperinfó-hálózat tagjaként. 1991. március 15. óta jelenik meg, 1998 óta ingyen. A Közép-Európai Sajtó és Média Alapítvány 477 tagjának egyike volt annak megalapításától kezdve addig, amíg ellenzéki kézbe nem került a város. Jelenleg az egyetlen ingyenes közéleti hetilap a városban, kiadója az Érd Médiacentrum Közhasznú Nonprofit Kft., szerkesztősége a Mária utcában van az Érd FM mellett. Egyes interjúi leközlés után az Érdmoston is megjelennek. Online olvasható a város honlapján.

#### Érden is elérhető földfelszíni digitális médiumok
- Halom TV (1990. március 15-én indult, bár csak 1998 óta elérhető FTA adásként),
- az óbudai Főnix TV kulturális csatorna (2000-),
- és a Lakihegy Rádió, amely 2014 óta battai-szigetszentmiklósi váltott műsorral jelentkezik. (Ebbe olvadt bele a Rádió 6.)

### Megszűnt sajtótermékek
- Érd és Vidéke
- Érdi Élet (1990, az Érdi Újság elődje)
- Érdi Lap (jobboldali ingyenes hetilap, 2003-2015)
- Érdi Polgár
- Érdi Tükör (hetilap, 1998-2002)
- ÉRDekes (folyóirat)
- Kerekasztal (folyóirat, 2019)

A korábbi és aktív érdi politikusokból összeállt Érdi Közéleti Kerekasztal időszakosan megjelenő közéleti lapja volt, megjelenése a Nyomtass te is! formátumát követte. Szlogenje volt: „…s rendezni végre közös dolgainkat”.
- Kertváros (ingyenes lokálpatrióta magazin)

Kéthetente megjelenő ingyenes lokalista-kulturális folyóirat Archiválva 2013. február 12-i dátummal a Wayback Machine-ben volt programajánlókkal, életmódtanácsokkal.
- Rádió Érd 87.8 (2011-2018)
- Rádió Junior (2002-2007)
- Rádió 6 (2007-2014)

## Érd sportélete

### Egyesületek
- Érdi Benta Judo Se
- ÉBK: Érdi Box Klub
- Budapesti Honvéd: érdi utánpótlás vízilabda szakosztály
- ÉJC: Érdi Judo Club
- ÉTC: vívó szakosztály, akrobatikus torna szakosztály, cheerleader szakosztály, balett szakosztály
- ÉSWS: shaolin wushu szakosztály, akrobatikus torna szakosztály
- Delta: röplabda szakosztály
- Érd NK: kézilabda szakosztály
- Érdi VSE: kosárlabda szakosztály, úszó szakosztály, szinkronúszó szakosztály, labdarúgó szakosztály, jégkorong szakosztály, jégkorcsolya szakosztály, floorball szakosztály
- Treff: kézilabda szakosztály
- Masters SE: akrobatikus rock'n'roll szakosztály
- BKG-VMG DSE: kosárlabda szakosztály
- Kárpáti Farkasok: jégkorong szakosztály (korábban Hargitai Farkasok)
- Érdi Spartacus Birkózó szakosztály
- ÉRD-EL Sportegyesület Darts szakosztály

## Testvérvárosok
- Lubaczów, Lengyelország
- Poynton, Egyesült Királyság (Anglia)
- Szászrégen, Románia
- Léva, Szlovákia
- Szabadka, Szerbia
- Hszücsou (Xuzhou), Kína
- Kolín, Csehország

## Ismert emberek, akik a városhoz kötődnek

### Érd nevezetes szülöttei
- Borovszky Ambrus vasöntő, politikus, a Dunai Vasmű első vezérigazgatója (1912−1995)
- Endrődy János piarista áldozópap, egyházi költő és író (1756)
- Lázár Ödön (született Schwarz) színházi titkár, rendező, színházigazgató (1873)
- Dr. Romics László belgyógyász, az MTA rendes tagja (1936)[59]
- Ferencz Vilmos, a budapesti Székely Kör vezetője
- Sárosi Laura, Magyarország 1968 óta első tollaslabdázó olimpikonja, Érdi VSE-nevelés
- Pácser Zsombor botanikus
- Szalai Bálint sakknagymester
- Tímár Ferenc magyar bajnok, európai kupagyőztes asztaliteniszező (Budapest Spartacus)
- Wichmann Tamás világ- és Európa-bajnok kenus[60]

### Érden lakó hírességek
- Cooky, a Rádió 1 műsorvezetője és lemezlovasa, hivatásos pilóta
- Nagy Alekosz, a Való Világ 4. szériájának győztese
- Egerszegi Krisztina olimpiai bajnok úszó
- Erdélyi Mónika tévés műsorvezető, vlogger
- Fásy Ádám mulatós zenész, műsorvezető
- Fejes Rita színésznő, producer
- Fiola Attila magyar válogatott labdarúgó[61]
- Gergely Róbert eMeRton-díjas zeneszerző, színész
- Gidófalvy Attila zenész, rádiós műsorvezető
- Gundel Takács Gábor kvízmester, olimpiai nagykövet, hajdani sportkommentátor
- Krajnyák Zsuzsanna paralimpiai érmes kerekesszékes vívó
- Lajsz András mixer-bartender, vendéglátós
- Madarász Katalin népdal- és nótaénekes
- Novák Péter zenész, előadóművész, műsorvezető
- Ördög Nóra televíziós műsorvezető
- Pataki János, cukrászmester
- Szabó Ádám előadóművész, harmonikás
- Trokán Anna színésznő[62]
- Vidnyánszky Attila Kossuth-díjas rendező

### Érd nevezetes halottai
- Kereskényi Gyula helytörténetíró (1911)[63]
- Bogner Mária Margit szent életű apáca (1933)[63]
- Bányai Sándor evangélikus lelkész (1975)[63]
- Csuka Zoltán költő, műfordító, irodalomtörténész (1984)
- Domonkos Béla szobrászművész (2020)
- Palcsó Sándor operaénekes (2021)